# Mont Édouard
Pour les articles homonymes, voir Édouard.
Le mont Édouard, nommé en l'honneur d'Édouard Moreau, est une montagne non loin du village de L'Anse-Saint-Jean, près du parc national du Fjord-du-Saguenay, dans la municipalité régionale de comté du Fjord-du-Saguenay, dans la région administrative du Saguenay–Lac-Saint-Jean, au Québec, Canada. Elle abrite l'un des centres de ski les plus importants du Saguenay–Lac-Saint-Jean.

## Toponymie
Cette montagne a été nommée en l'honneur d'Édouard Moreau, un trappeur d'origine innue, qui travailla vers la fin du XIXe siècle aux abords de cette montagne. Les entrepreneurs du projet du centre de la station de ski du Mont-Édouard ont gardé le même nom pour le centre de la station de ski. Le toponyme « mont Édouard » a été officialisé le 20 avril 1988 à la Banque des noms de lieux de la Commission de toponymie du Québec.

## Activités récréatives
Cette montagne possède plusieurs sentiers de randonnée facilement accessibles. Une tour d'observation a été installée au sommet de la montagne. Des belvédères permettent une vue panoramique sur trois anciennes vallées glaciaires, à savoir la vallée de Périgny, la vallée du Fjord et la vallée du lac Édouard (la zec de l'Anse-Saint-Jean). L'accès à cette tour d'observation est possible par le sentier familial en une heure environ, en été ou en automne.
Le mont Édouard est le cinquième plus haut sommet du Québec. Le centre de ski offre un dénivelé de 450 mètres avec 30 pistes différentes. Malgré l'enneigement naturel abondant, il est équipé d'enneigeurs. Ce centre de ski s'adresse aux skieurs de toutes catégories. Le versant nord-est offre 310 mètres de dénivelé en sous-bois.
Ce centre de ski propose également une piste scolaire et un tapis roulant pour former les jeunes aux sports de glisse. Le centre est également équipé pour la descente sur tube, le ski de fond en deux boucles de type familial, des sentiers de raquettes, ainsi qu'une patinoire au pied des pistes.
Le 31 mai 2024, le chalet du Mont-Édouard est la proie des flammes. Le bâtiment est déclaré perte totale et une enquête est lancée pour déterminer la cause de l'incident. Plus d'un ans plus tard, la conclusion est qu'un problème électrique est à l'origine de cet incendie.
Depuis 2010 environ, le Nouvel An est organisé au mont Édouard en organisant une soirée de feux artifices le 31 décembre.